# Колесников, Михаил Викторович
Михаил Викторович Колесников (8 сентября 1966, Москва) — советский и российский футболист, полузащитник. Чемпион СССР и обладатель кубка СССР. Мастер спорта СССР с 1986 года. Наиболее известен по выступлениям за московский ЦСКА. В составе армейцев провёл 276 матчей, забил 32 мяча.

## Биография
На высшем уровне чемпионатов СССР Колесников дебютировал в 1983 году, проведя в первом для себя сезоне в составе армейцев двенадцать матчей. В 1984 году команда заняла последнее, восемнадцатое место и впервые в истории покинула высшую лигу. Следующие два сезона провёл в первой лиге, где он и стал игроком основного состава армейцев. В 1986 году ЦСКА, заняв первое место, получил право на повышение в классе. В сезоне 1987 года Колесников провёл 23 матча, а ЦСКА вновь по итогам сезона оказался в зоне вылета, и следующий сезон, как и три года назад, начал в первой лиге. Через два года вместе с армейцами вернулся в высшую лигу. В сезоне 1991 года Колесников в составе ЦСКА сделал последний золотой дубль СССР, завоевав золотые медали первенства и Кубок страны. Продолжал выступать за ЦСКА в чемпионате России до конца 1993 года. В 1994 перешёл в московский «Спартак», однако так и не провёл за него ни одного матча и в том же году вернулся в ЦСКА, где и завершил карьеру. Позже работал администратором ХК МВД и в ГИБДД.

## Достижения
- Серебряный призёр чемпионата СССР: 1990
- Чемпион СССР: 1991
- Обладатель кубка СССР: 1991